# Amatus van Remiremont
Amatus van Remiremont (Grenoble, ongeveer 567 - Remiremont, 13 september 629) was monnik en kluizenaar, en is een heilige in de Rooms-Katholieke Kerk.

## Levensloop
In 581 werd hij monnik in de Abdij van Sint-Mauritius en vanaf 611 leefde hij als kluizenaar in Wallis. In 614 trok hij, samen met Eustatius van Luxeuil, naar de Abdij van Luxeuil om van daar uit, omstreeks 620, samen met Romaricus, het dubbelklooster van Remiremont te stichten. Hij werd hier de eerste abt.
De monniken leefden in het dal en de monialen op berghoogte. Hier werd ook de Laus perennis (eeuwigdurende aanbidding) ingevoerd.

## Verering
Amatus werd reeds in de 8e eeuw vereerd als heilige. In 1049 werd hij officieel heilig verklaard. Zijn feestdag is 13 september.